# Initiative populaire « contre l'abus de la puissance économique »
L'initiative populaire  « contre l'abus de la puissance économique » est une initiative populaire fédérale suisse, rejetée par le peuple et les cantons le 26 janvier 1958.

## Contenu
L'initiative propose d'ajouter un article 33bis à la Constitution fédérale protégeant les citoyens suisses « contre les atteintes portées à leurs libertés dans le domaine du commerce et de l'industrie par l'abus de la puissance économique privée », et ceci en interdisant la constitution de cartels professionnels ou l'instauration de situations de monopole.
Le texte complet de l'initiative peut être consulté sur le site de la Chancellerie fédérale.

## Déroulement

### Contexte historique
Depuis sa révision en 1874, la Constitution contient un article 31 le principe de la liberté de commerce et d'industrie ; cette liberté ne concerne cependant que les rapports entre les privés et l'État, et non ceux entre privés qui sont réglés par le droit privé. Depuis les années 1920, plusieurs propositions sont faites pour lutter contre les cartels au niveau fédéral. Un premier pas est réalisé dans cette direction lors de la révision des articles constitutionnels se rapportant au domaine économique, révision approuvée en votation populaire le 6 juillet 1947 ; cette révision donne en effet le droit à la Confédération de prendre des mesures dérogeant à la liberté du commerce dans plusieurs cas différents et, entre autres, « pour remédier aux conséquences nuisibles, d'ordre économique
ou social, des cartels ou des groupements analogues ».
À la suite de cette modification, la commission fédérale d'étude est chargée par le gouvernement en 1950 de mener une enquête sur les cartels dans l'économie publique afin de permettre de légiférer dans ce domaine. Avant que ce rapport ne soit rendu, l'Alliance des Indépendants lance cette initiative visant à résoudre le problème constitutionnellement.

### Récolte des signatures et dépôt de l'initiative
La récolte des 50 000 signatures a débuté le 30 avril 1954. L'initiative a été déposée le 3 février de l'année suivante à la chancellerie fédérale qui l'a déclarée valide le 8 mars.

### Discussions et recommandations des autorités
Le parlement et le Conseil fédéral recommandent le rejet de cette initiative. Dans son rapport aux chambres fédérales, le gouvernement juge « complètement suffisante » la modification introduite en 1947 ; il relève également que les cartels sont un élément régulateur de l'économie et que leur suppression complète poserait des problèmes de politique économique.

### Votation
Soumise à la votation le 26 janvier 1958, l'initiative est refusée par la totalité des 19 6/2 cantons et par 74,1 % des suffrages exprimés. Le tableau ci-dessous détaille les résultats par cantons :

## Effets
Quelques années après cette votation, une loi est créée en 1962 qui prévoit en particulier la création d'une commission des cartels ; l'un des présidents de cette commission, le Conseiller national Leo Schürmann, dépose une motion demandant au Conseil fédéral de procéder à une révision de cette loi dans le sens d'une plus grande fermeté à l'égard des cartels. Cette révision abouti à une nouvelle version de la loi sur les cartels le 20 décembre 1985. Cette loi sera à nouveau révisée en 1995 pour devenir la Loi fédérale du 6 octobre 1995 sur les cartels et autres restrictions à la concurrence.